# Christian Nitschke
Christian Nitschke (* 28. April 1985 in Rostock) ist ein ehemaliger deutscher Triathlet.

## Werdegang
Christian Nitschke startete im Juni 2004 bei seinem ersten Triathlon.

### Triathlon-Profi seit 2010
2008 ging der 23-Jährige das erste Mal in  Glücksburg auf der Langdistanz an den Start.
Seit 2010 ist er als Profi-Athlet aktiv. Mit fünf Siegen in Folge ist er Rekordsieger und Streckenrekordhalter beim Ostseeman in Glücksburg.
Nitschke startete vorwiegend bei Wettbewerben auf der Langdistanz (3,8 km Schwimmen, 180 km Radfahren und 42,2 km Laufen). Im Herbst 2014 zog er sich eine Hüftverletzung zu und musste 2015 pausieren. Er kündigte nach dieser Pause für 2016 wieder einen Start beim Ostseeman an und belegte im August den elften Platz.
2017 erklärte der 31-Jährige nach sieben Jahren seine Profi-Karriere für beendet. Er will seine Erfahrung als Trainer weitergeben.

### Privates
Christian Nitschke lebt heute mit seiner Frau  und zwei Kindern in der Nähe von Rostock.

## Sportliche Erfolge
| Datum/Jahr   | Platz | Wettbewerb                                       | Austragungsort | Zeit       | Bemerkung                                                                      |
| ------------ | ----- | ------------------------------------------------ | -------------- | ---------- | ------------------------------------------------------------------------------ |
| 8. Juli 2012 | 4     | Ironman 70.3 Norway                              | Haugesund      | 03:59:02   |                                                                                |
| 5. Sep. 2010 | 16    | Challenge Walchsee-Kaiserwinkl                   | Walchsee       | 04:16:34,9 | bei der Erstaustragung                                                         |
| 6. Juni 2010 | 19    | Challenge Kraichgau                              | Kraichgau      | 04:16:27   | auf der Halbdistanz                                                            |
| 6. Sep. 2009 | 15    | Cologne Classic                                  | Köln           | 04:11:00   | Vierter in der Altersklasse 18–24 auf der Mitteldistanz                        |
| 2. Sep. 2007 | 21    | ITU Short Distance Triathlon World Championships | Hamburg        | 01:12:54   | bei der Triathlon-Weltmeisterschaft auf der Sprintdistanz in der Klasse M20-24 |

| Datum/Jahr    | Platz | Wettbewerb                  | Austragungsort    | Zeit     | Bemerkung                                                             |
| ------------- | ----- | --------------------------- | ----------------- | -------- | --------------------------------------------------------------------- |
| 7. Aug. 2016  | 11    | Ostseeman                   | Glücksburg        | 09:39:73 |                                                                       |
| 3. Aug. 2014  | 1     | Ostseeman                   | Glücksburg        | 08:24:41 | fünfter Sieg beim Ostseeman                                           |
| 30. Aug. 2013 | 1     | Cologne 226                 | Köln              | 08:17:23 | persönliche Bestzeit auf der Langdistanz                              |
| 4. Aug. 2013  | 1     | Ostseeman                   | Glücksburg        | 08:38:10 |                                                                       |
| 2. Okt. 2012  | 1     | Cologne 226                 | Köln              | 08:38:03 |                                                                       |
| 5. Aug. 2012  | 1     | Ostseeman                   | Glücksburg        | 08:43:33 | dritter Sieg beim Ostseeman                                           |
| 20. Nov. 2011 | 29    | Ironman Arizona             | Tempe             | 08:59:56 |                                                                       |
| 4. Sep. 2011  | 3     | Cologne 226                 | Köln              | 08:41:11 | Deutsche Meisterschaft auf der Langdistanz                            |
| 7. Aug. 2011  | 1     | Ostseeman                   | Glücksburg        | 08:35:58 | zweiter Sieg bei der Norddeutschen Meisterschaft über die Langdistanz |
| 21. Mai 2011  | 7     | Ironman Lanzarote           | Puerto del Carmen | 09:05:34 | [ 6 ]                                                                 |
| 3. Okt. 2010  | 12    | Challenge Barcelona-Maresme | Barcelona         | 08:37:53 |                                                                       |
| 1. Aug. 2010  | 1     | Ostseeman                   | Glücksburg        | 08:27:10 | Sieg mit neuem Streckenrekord                                         |
| 4. Okt. 2009  | 30    | Challenge Barcelona-Maresme | Barcelona         | 09:06:00 | Sieger in der Altersklasse 18–24                                      |
| 12. Juli 2009 | 44    | Challenge Roth              | Roth              | 08:49:44 | zweiter Rang in der Altersklasse 18–24                                |
| 3. Aug. 2008  | 10    | Ostseeman                   | Glücksburg        | 09:20:32 | erster Start auf der Langdistanz                                      |